# Payne Fund Studies
I Payne Fund Studies costituiscono progetti di ricerca condotti nei primi anni ‘30 del novecento per individuare gli effetti dei film sul comportamento delle giovani generazioni.

## Storia
Tra il 1929 e il 1932 la fondazione privata Payne decise di finanziare i Payne Fund Studies per rispondere empiricamente al clima di allarme sociale diffuso negli Stati Uniti in quegli anni a seguito della crescente popolarità ottenuta dal cinema. In questo periodo il cinema e i film prodotti ad Hollywood rappresentavano importanti momenti di svago e di evasione per una platea di dimensioni sempre più ampie che comprendeva, secondo i dati riportati da Dale (1935), circa 40.000.000 di minori tra gli spettatori. Inoltre, i film hollywoodiani raccontavano storie poco edificanti, proponendo comportamenti e modelli non esemplari relativi a crimini, sesso, tabacco e alcool (allora vietato negli Stati Uniti), esponendo i minori a messaggi negativi in aperto contrasto con valori e modelli educativi socialmente riconosciuti. I Payne Fund Studies si sono sviluppate grazie all’attenzione per le nuove generazioni, per i loro valori, atteggiamenti e comportamenti, promuovendo ben 13 ricerche riguardanti sia le tematiche dei film (sesso, crimine, amore, mistero, infanzia, storia, commedia e questioni sociali) sia le loro conseguenze emotive sugli individui di giovane età. In quegli anni i progetti di ricerca sono stati criticati dalla stampa contemporanea, ma sono stati determinanti per l’applicazione nel settore cinematografico delle linee guida morali di autocensura, note come Codice Hays.

## Le principali ricerche
Gli studi di ricerca più rilevanti relativi agli effetti del cinema sugli atteggiamenti degli adolescenti sono quelli di Peterson e Thurstone (1933). I due studiosi analizzarono come i bambini, dopo la visione di determinati film, orientassero il loro atteggiamento nei confronti di individui di etnie e/o di nazionalità diversa e riguardo a questioni socialmente rilevanti come la pena di morte, ecc. Blumer, invece, studiò nel 1933 le conseguenze emotive causate dal cinema sul comportamento quotidiano, nelle attività ludiche, oniriche e rispetto agli stili di vita. Nel loro insieme gli studiosi hanno concluso che il cinema influenza gli atteggiamenti e i comportamenti dei bambini e che tali effetti si sommavano e duravano nel tempo. I Payne Fund Studies sono stati inizialmente criticati per la loro scarsa scientificità, ma rappresentano un punto di partenza nella ricerca metodologica, avendo anticipando concetti e teorie, sviluppati poi nei decenni successivi.